# Norgesmesterskapet 1923
La Norgesmesterskapet 1923 di calcio fu la 22ª edizione del torneo. La squadra vincitrice fu il Brann, che vinse la finale contro il Lyn Oslo con il punteggio di 2-1.

## Terzo turno
| Squadra 1    | Risultato      | Squadra 2          |
| ------------ | -------------- | ------------------ |
| Brann        | 4 – 1          | Aalesund           |
| Brage        | 11 – 1         | Tryggkameratene    |
| Brodd        | 0 - 4          | Stavanger          |
| Fremad       | 3 – 0          | Bøn                |
| Mjøndalen    | 1 - 3          | Drafn              |
| Falk         | 2 - 4          | Odd                |
| Fram Larvik  | 3 – 0          | Sportsklubben 1910 |
| Fredrikstad  | 1 - 4          | Sarpsborg          |
| Freidig      | 4 - 8          | Kvik Trondheim     |
| Frigg        | 2 – 1          | Hamar              |
| Start        | 2 – 1          | Grane              |
| Strømsgodset | 0 - 2          | Kvik               |
| Skiold       | 0 - 1          | Larvik Turn        |
| Lillestrøm   | 2 - 4          | Moss               |
| Lyn Oslo     | 3 - 3          | Gjøvik-Lyn         |
| Storm        | 1 – 0 (d.t.s.) | Ørn                |

### Ripetizione
| Squadra 1  | Risultato      | Squadra 2 |
| ---------- | -------------- | --------- |
| Gjøvik-Lyn | 2 - 5 (d.t.s.) | Kvik      |

## Quarto turno
| Squadra 1   | Risultato      | Squadra 2      |
| ----------- | -------------- | -------------- |
| Lyn Oslo    | 3 – 0          | Brage          |
| Frigg       | 0 - 0 (d.t.s.) | Brann          |
| Sarpsborg   | 1 - 2          | Drafn          |
| Start       | 0 - 2          | Fram Larvik    |
| Moss        | 2 – 0          | Fremad         |
| Larvik Turn | 3 – 1          | Kvik           |
| Stavanger   | 0 - 1          | Kvik Trondheim |
| Odd         | 2 – 1          | Ørn            |

### Ripetizione
| Squadra 1 | Risultato | Squadra 2 |
| --------- | --------- | --------- |
| Brann     | 1 – 0     | Frigg     |

## Quarti di finale
| Squadra 1      | Risultato | Squadra 2   |
| -------------- | --------- | ----------- |
| Kvik Trondheim | 1 - 4     | Brann       |
| Drafn          | 4 – 1     | Fram Larvik |
| Lyn Oslo       | 1 – 0     | Larvik Turn |
| Odd            | 3 – 0     | Moss        |

## Semifinali
| Squadra 1 | Risultato | Squadra 2 |
| --------- | --------- | --------- |
| Brann     | 3 – 0     | Drafn     |
| Lyn Oslo  | 1 – 0     | Odd       |

## Finale
| Arbitro: | Andersen |

|                     |           |         |
| B. Johnsen 32’, 54’ | Marcatori | 42’ Aas |

### Formazioni
| Brann (2-3-5) |  |                 |
|               |  |                 |
| POR           |  | Hugo Hofstad    |
| DIF           |  | John Johnsen    |
| DIF           |  | Bjørn Berstad   |
| CEN           |  | Laurentius Eide |
| CEN           |  | Alexander Olsen |
| CEN           |  | Johan Juuhl     |
| ATT           |  | Folke Kirkemo   |
| ATT           |  | Caspar Trumpy   |
| ATT           |  | Bjarne Johnsen  |
| ATT           |  | Finn Berstad    |
| ATT           |  | Herbert Lunde   |

| Lyn Oslo (2-3-5) |  |                        |     |
|                  |  |                        |     |
| POR              |  | Asbjørn Aamodt         |     |
| DIF              |  | Johan Gaarder          |     |
| DIF              |  | Per Skou               |     |
| CEN              |  | Nils Berntsen          |     |
| CEN              |  | Sverre Eika            |     |
| CEN              |  | Gunnar Andersen        |     |
| ATT              |  | Rolf Aas               | 44’ |
| ATT              |  | Jean-Louis Bretteville |     |
| ATT              |  | Ragnvald Tørmer        |     |
| ATT              |  | Egil Gram Tennefoss    |     |
| ATT              |  | Øystein Gisholt        |     |
| A disposizione:  |  |                        |     |
| ATT              |  | Eugen Fusdahl          | 44’ |